# Brilliance (éditeur graphique)
 (novembre 2018).
Si vous disposez d'ouvrages ou d'articles de référence ou si vous connaissez des sites web de qualité traitant du thème abordé ici, merci de compléter l'article en donnant les références utiles à sa vérifiabilité et en les liant à la section « Notes et références ».
Brilliance est un éditeur graphique bitmap pour ordinateur Amiga, publié par Digital Creations en 1993 . Bien que commercialisé en tant que produit unique, Brilliance consistait en réalité en deux applications distinctes (mais presque identiques). L'un d'eux était basé sur les modes graphiques avec palette, également appelé Brilliance. L'autre avec le mode "true color" (15 bits) appelé TrueBrilliance.
Brilliance était l’un des principaux concurrents de Deluxe Paint, la killer application de graphisme sur Amiga. À son lancement, Brilliance a suscité des critiques généralement favorables. Les performances de TrueBrilliance sur les images en mode 15 bits étaient nettement plus rapides que celles de Deluxe Paint IV. Cependant, bien qu’il soit plus rapide et plus facile à utiliser que Deluxe Paint, Brilliance n’a jamais atteint le même niveau de popularité. Il est possible que (contrairement à Deluxe Paint) au moment du lancement de Brilliance, le marché de l’amiga était déjà en déclin.
TrueBrilliance était remarquable pour sa capacité à éditer de vraies images en couleurs 15 et 24 bits, même sur les Amiga plus anciens qui ne pouvaient afficher que des graphiques HAM-6 (couleurs pseudo-12 bits). Dans de tels cas, l'image a été rendue sous forme d'affichage HAM, mais toutes les modifications ont été effectuées sur un tampon d'image en couleurs réelles. Même lorsque l'image finale était destinée à l'affichage HAM, cela présentait l'avantage que des opérations successives n'accumulaient pas erreurs d'arrondi successives. La perte de qualité peut être limitée à une conversion HAM unique à la fin du processus.

## Versions
Il y a eu deux versions majeures de Brilliance.
- La version initiale de Brilliance publiée en 1993 inclut un dongle.
- Brilliance 2 (publié en 1994) a abandonné la protection matérielle, La baisse significative du prix de la nouvelle version a été accueillie favorablement.